# هوندا سي بي إف600
هوندا سي بي إف600(بالإنجليزية: Honda CBF600)‏ هي دراجة نارية من تصنيع.